# Liste der IATA-Codes/Z
Diese Teilliste führt alle IATA-Flughafencodes auf, die mit „Z“ beginnen, und enthält Informationen zu den bezeichneten Verkehrsknotenpunkten.
A AA AB AC AD AE AF AG AH AI AJ AK AL AM AN AO AP AQ AR AS AT AU AV AW AX AY AZ
B BA BB BC BD BE BF BG BH BI BJ BK BL BM BN BO BP BQ BR BS BT BU BV BW BX BY BZ
C CA CB CC CD CE CF CG CH CI CJ CK CL CM CN CO CP CQ CR CS CT CU CV CW CX CY CZ
D DA DB DC DD DE DF DG DH DI DJ DK DL DM DN DO DP DQ DR DS DT DU DV DW DX DY DZ
E EA EB EC ED EE EF EG EH EI EJ EK EL EM EN EO EP EQ ER ES ET EU EV EW EX EY EZ
F FA FB FC FD FE FF FG FH FI FJ FK FL FM FN FO FP FQ FR FS FT FU FV FW FX FY FZ
G GA GB GC GD GE GF GG GH GI GJ GK GL GM GN GO GP GQ GR GS GT GU GV GW GX GY GZ
H HA HB HC HD HE HF HG HH HI HJ HK HL HM HN HO HP HQ HR HS HT HU HV HW HX HY HZ
I IA IB IC ID IE IF IG IH II IJ IK IL IM IN IO IP IQ IR IS IT IU IV IW IX IY IZ
J JA JB JC JD JE JF JG JH JI JJ JK JL JM JN JO JP JQ JR JS JT JU JV JW JX JY JZ
K KA KB KC KD KE KF KG KH KI KJ KK KL KM KN KO KP KQ KR KS KT KU KV KW KX KY KZ
L LA LB LC LD LE LF LG LH LI LJ LK LL LM LN LO LP LQ LR LS LT LU LV LW LX LY LZ
M MA MB MC MD ME MF MG MH MI MJ MK ML MM MN MO MP MQ MR MS MT MU MV MW MX MY MZ
N NA NB NC ND NE NF NG NH NI NJ NK NL NM NN NO NP NQ NR NS NT NU NV NW NX NY NZ
O OA OB OC OD OE OF OG OH OI OJ OK OL OM ON OO OP OQ OR OS OT OU OV OW OX OY OZ
P PA PB PC PD PE PF PG PH PI PJ PK PL PM PN PO PP PQ PR PS PT PU PV PW PX PY PZ
Q QA QB QC QD QE QF QG QH QI QJ QK QL QM QN QO QP QQ QR QS QT QU QV QW QX QY QZ
R RA RB RC RD RE RF RG RH RI RJ RK RL RM RN RO RP RQ RR RS RT RU RV RW RX RY RZ
S SA SB SC SD SE SF SG SH SI SJ SK SL SM SN SO SP SQ SR SS ST SU SV SW SX SY SZ
T TA TB TC TD TE TF TG TH TI TJ TK TL TM TN TO TP TQ TR TS TT TU TV TW TX TY TZ
U UA UB UC UD UE UF UG UH UI UJ UK UL UM UN UO UP UQ UR US UT UU UV UW UX UY UZ
V VA VB VC VD VE VF VG VH VI VJ VK VL VM VN VO VP VQ VR VS VT VU VV VW VX VY VZ
W WA WB WC WD WE WF WG WH WI WJ WK WL WM WN WO WP WQ WR WS WT WU WV WW WX WY WZ
X XA XB XC XD XE XF XG XH XI XJ XK XL XM XN XO XP XQ XR XS XT XU XV XW XX XY XZ
Y YA YB YC YD YE YF YG YH YI YJ YK YL YM YN YO YP YQ YR YS YT YU YV YW YX YY YZ
Z ZA ZB ZC ZD ZE ZF ZG ZH ZI ZJ ZK ZL ZM ZN ZO ZP ZQ ZR ZS ZT ZU ZV ZW ZX ZY ZZ

## ZA
| IATA | ICAO | Flughafen                       | Ort                   | Region                   | Land        |
| ---- | ---- | ------------------------------- | --------------------- | ------------------------ | ----------- |
| ZAA  |      | Flughafen Alice Arm-Silver City | Alice Arm/Silver City | British Columbia         | Kanada      |
| ZAC  | CZAC | Flugplatz York Landing          | York Landing          | Manitoba                 | Kanada      |
| ZAD  | LDZD | Flughafen Zadar                 | Zadar                 | Dalmatien                | Kroatien    |
| ZAG  | LDZA | Flughafen Zagreb                | Zagreb                | Gespanschaft Zagreb      | Kroatien    |
| ZAH  | OIZH | Flughafen Zahedan               | Zahedan               | Sistan und Belutschistan | Iran        |
| ZAJ  | OAZJ | Flughafen Sarandsch             | Sarandsch             | Nimrus                   | Afghanistan |
| ZAL  | SCVD | Flughafen Valdivia              | Valdivia              | Región de Los Ríos       | Chile       |
| ZAM  | RPMZ | Flughafen Zamboanga             | Zamboanga City        | Zamboanga Peninsula      | Philippinen |
| ZAO  | LFCC | Flughafen Cahors                | Cahors                | Okzitanien               | Frankreich  |
| ZAR  | DNZA | Flughafen Zaria                 | Zaria                 | Kaduna                   | Nigeria     |
| ZAT  | ZPZT | Flughafen Zhaotong              | Zhaotong              | Yunnan                   | China       |
| ZAZ  | LEZG | Flughafen Saragossa             | Saragossa             | Aragonien                | Spanien     |

## ZB
| IATA | ICAO | Flughafen            | Ort                    | Region                   | Land       |
| ---- | ---- | -------------------- | ---------------------- | ------------------------ | ---------- |
| ZBE  | LKZA | Flugplatz Zábřeh     | Zábřeh (Dolní Benešov) | Moravskoslezský kraj     | Tschechien |
| ZBF  | CZBF | Flughafen Bathurst   | Bathurst               | New Brunswick            | Kanada     |
| ZBK  | –    | Flugplatz Žabljak    | Žabljak                | –                        | Montenegro |
| ZBL  | YBLE | Flugplatz Biloela    | Biloela                | Queensland               | Australien |
| ZBM  | CZBM | Flughafen Bromont    | Bromont                | Québec                   | Kanada     |
| ZBO  | YBWN | Flugplatz Bowen      | Bowen                  | Queensland               | Australien |
| ZBR  | OIZC | Flughafen Konarak    | Tschahbahar            | Sistan und Belutschistan | Iran       |
| ZBY  | VLSB | Flughafen Sainyabuli | Muang Sayaburi         | Sainyabuli               | Laos       |

## ZC
| IATA | ICAO | Flughafen                          | Ort             | Region              | Land        |
| ---- | ---- | ---------------------------------- | --------------- | ------------------- | ----------- |
| ZCA  | EDLA | Flugplatz Arnsberg-Menden          | Arnsberg/Menden | Nordrhein-Westfalen | Deutschland |
| ZCB  | EDFC | Flugplatz Aschaffenburg            | Aschaffenburg   | Bayern              | Deutschland |
| ZCC  | EDTB | Flugplatz Baden-Oos                | Baden-Baden     | Baden-Württemberg   | Deutschland |
| ZCL  | MMZC | Flughafen Zacatecas                | Zacatecas       | Zacatecas           | Mexiko      |
| ZCO  | SCTC | Flughafen Temuco                   | Temuco          | Araukanien          | Chile       |
| ZCV  | EDLD | Flugplatz Dinslaken/Schwarze Heide | Dinslaken       | Nordrhein-Westfalen | Deutschland |

## ZD
| IATA | ICAO | Flughafen | Ort | Region | Land |
| ---- | ---- | --------- | --- | ------ | ---- |

## ZE
| IATA | ICAO | Flughafen                        | Ort                        | Region            | Land        |
| ---- | ---- | -------------------------------- | -------------------------- | ----------------- | ----------- |
| ZEC  | FASC | Flughafen Secunda                | Secunda                    | Mpumalanga        | Südafrika   |
| ZEF  |      | Elkin Municipal Airport          | Elkin                      | North Carolina    | USA         |
| ZEG  |      | Flughafen Senggo                 | Senggo                     | Irian Jaya        | Indonesien  |
| ZEI  |      | Flughafen Garmisch-Partenkirchen | Garmisch-Partenkirchen     | Bayern            | Deutschland |
| ZEL  | CYJQ | Flughafen Bella Bella            | Bella Bella (Denny Island) | British Columbia  | Kanada      |
| ZEM  | CZEM | Flughafen Eastmain River         | Eastmain                   | Québec            | Kanada      |
| ZER  |      | Flughafen Ziro                   | Ziro                       | Arunachal Pradesh | Indien      |
| ZET  |      | Flugplatz Goslar                 | Goslar                     | Niedersachsen     | Deutschland |

## ZF
| IATA | ICAO | Flughafen                    | Ort                | Region               | Land   |
| ---- | ---- | ---------------------------- | ------------------ | -------------------- | ------ |
| ZFA  | CZFA | Flughafen Faro               | Faro               | Yukon (Territorium)  | Kanada |
| ZFB  |      | Flughafen Old Fort Bay       | Old Fort Bay       | Québec               | Kanada |
| ZFD  | CZFD | Flughafen Fond-du-Lac        | Fond-du-Lac        | Saskatchewan         | Kanada |
| ZFL  |      | Flughafen South Trout Lake   | South Trout Lake   | Ontario              | Kanada |
| ZFM  | CZFM | Flughafen Fort McPherson     | Fort McPherson     | Nordwest-Territorien | Kanada |
| ZFN  | CZFN | Flughafen Tulita-Fort Norman | Tulita/Fort Norman | Nordwest-Territorien | Kanada |

## ZG
| IATA | ICAO | Flughafen                     | Ort                 | Region           | Land       |
| ---- | ---- | ----------------------------- | ------------------- | ---------------- | ---------- |
| ZGC  | ZLLL | Flughafen Lanzhou Zhongchuan  | Lanzhou             | Gansu            | VR China   |
| ZGF  | CZGF | Flughafen Grand Forks         | Grand Forks         | British Columbia | Kanada     |
| ZGI  | CZGI | Flughafen Gods River          | Gods River          | Manitoba         | Kanada     |
| ZGL  | YSGW | Flughafen South Galway        | South Galway        | Queensland       | Australien |
| ZGM  | FLNA | Flughafen Ngoma               | Ngoma               | Zentralprovinz   | Sambia     |
| ZGP  |      | Flughafen Sugapa              | Sugapa              | Irian Jaya       | Indonesien |
| ZGR  | CZGR | Flughafen Little Grand Rapids | Little Grand Rapids | Manitoba         | Kanada     |
| ZGS  |      | Flughafen La Romaine          | La Romaine          | Québec           | Kanada     |
| ZGU  | NVSQ | Flughafen Gaua                | Gaua                | Banks-Inseln     | Vanuatu    |

## ZH
| IATA | ICAO | Flughafen               | Ort           | Region    | Land        |
| ---- | ---- | ----------------------- | ------------- | --------- | ----------- |
| ZHA  | ZGZJ | Flughafen Zhanjiang     | Zhanjiang     | Guangdong | VR China    |
| ZHI  | LSZG | Flughafen Grenchen      | Grenchen      | Solothurn | Schweiz     |
| ZHM  | VGSH | Flugplatz Shamshernagar | Shamshernagar | Sylhet    | Bangladesch |
| ZHP  | CZHP | Flughafen High Prairie  | High Prairie  | Alberta   | Kanada      |

## ZI
| IATA | ICAO | Flughafen                    | Ort                | Region                 | Land     |
| ---- | ---- | ---------------------------- | ------------------ | ---------------------- | -------- |
| ZIA  | UUBW | Flughafen Moskau-Schukowski  | Moskau             | Moskau                 | Russland |
| ZIC  | SCTO | Flugplatz Victoria           | Victoria           | Región de la Araucanía | Chile    |
| ZIG  | GOGG | Flughafen Ziguinchor         | Ziguinchor         | Casamance              | Senegal  |
| ZIH  | MMZH | Flughafen Ixtapa-Zihuatanejo | Ixtapa/Zihuatanejo | Chiapas                | Mexiko   |

## ZJ
| IATA | ICAO | Flughafen                      | Ort        | Region        | Land    |
| ---- | ---- | ------------------------------ | ---------- | ------------- | ------- |
| ZJG  | CZJG | Flughafen Jenpeg               | Jenpeg     | Manitoba      | Kanada  |
| ZJI  | LSZL | Aeroporto Cantonale di Locarno | Locarno    | Kanton Tessin | Schweiz |
| ZJN  | CZJN | Flughafen Swan River           | Swan River | Manitoba      | Kanada  |
| ZJP  |      | Flughafen Montreux             | Montreux   | Kanton Waadt  | Schweiz |

## ZK
| IATA | ICAO | Flughafen                                         | Ort         | Region        | Land         |
| ---- | ---- | ------------------------------------------------- | ----------- | ------------- | ------------ |
| ZKB  | FLKY | Flughafen Kasaba Bay                              | Kasaba Bay  |               | Sambia       |
| ZKE  | CZKE | Flughafen Kashechewan                             | Kashechewan | Ontario       | Kanada       |
| ZKG  |      | Wasserflughafen Kegaska (Kegaska Water Aerodrome) | Kegaska     | Québec        | Kanada       |
| ZKL  |      | Flughafen Fengming General                        | Zigong      | Sichuan       | VR China     |
| ZKM  | FOOS | Flughafen Sette Cama                              | Sette Cama  |               | Gabun        |
| ZKP  | FLKE | Flughafen Kasompe                                 | Kasompe     |               | Sambia       |
| ZKR  |      | Flughafen Karlovasi                               | Karlovasi   | Samos         | Griechenland |
| ZKT  |      | Flughafen Komotini                                | Komotini    | Thrakien      | Griechenland |
| ZKU  |      | Flughafen Sursee                                  | Sursee      | Kanton Luzern | Schweiz      |

## ZL
| IATA | ICAO | Flughafen              | Ort          | Region       | Land   |
| ---- | ---- | ---------------------- | ------------ | ------------ | ------ |
| ZLO  | MMZO | Flughafen Manzanillo   | Manzanillo   | Colima       | Mexiko |
| ZLR  | SCLN | Flughafen Linares      | Linares      |              | Chile  |
| ZLT  |      | Flughafen La Tabatière | La Tabatière | Québec       | Kanada |
| ZLX  | HSZA | Flugplatz Zalingei     | Zalingei     | Wasat Darfur | Sudan  |

## ZM
| IATA | ICAO | Flughafen                      | Ort            | Region           | Land      |
| ---- | ---- | ------------------------------ | -------------- | ---------------- | --------- |
| ZMD  |      | Flughafen Sena Madureira       | Sena Madureira | Acre             | Brasilien |
| ZMH  | CZML | South Cariboo Regional Airport | 108 Mile Ranch | British Columbia | Kanada    |
| ZMM  | MMZM | Flughafen Zamora               | Zamora         | Michoacán        | Mexiko    |
| ZMT  | CZMT | Flughafen Masset               | Masset         | British Columbia | Kanada    |

## ZN
| IATA | ICAO | Flughafen                         | Ort        | Region              | Land        |
| ---- | ---- | --------------------------------- | ---------- | ------------------- | ----------- |
| ZNA  |      | Nanaimo Harbour Water Airport     | Nanaimo    | British Columbia    | Kanada      |
| ZNB  |      | Flughafen Hamm                    | Hamm       | Nordrhein-Westfalen | Deutschland |
| ZNC  |      | Flughafen Nyac                    | Nyac       | Alaska              | USA         |
| ZND  | DRZR | Flughafen Zinder                  | Zinder     |                     | Niger       |
| ZNE  | YNWN | Flughafen Newman                  | Newman     | Western Australia   | Australien  |
| ZNG  |      | Flughafen Negginan                | Negginan   | Manitoba            | Kanada      |
| ZNL  | CZNL | Flughafen Nelson (Nelson Airport) | Nelson     | British Columbia    | Kanada      |
| ZNO  | EDVM | Flugplatz Hildesheim              | Hildesheim | Niedersachsen       | Deutschland |
| ZNU  |      | Flughafen Namu                    | Namu       | British Columbia    | Kanada      |
| ZNV  | EDRK | Flughafen Koblenz                 | Koblenz    | Rheinland-Pfalz     | Deutschland |
| ZNZ  | HTZA | Flughafen Sansibar                | Sansibar   | Sansibar            | Tansania    |

## ZO
| IATA | ICAO | Flughafen               | Ort         | Region              | Land        |
| ---- | ---- | ----------------------- | ----------- | ------------------- | ----------- |
| ZOF  |      | Flughafen Ocean Falls   | Ocean Falls | British Columbia    | Kanada      |
| ZOJ  | EDLM | Flugplatz Marl-Loemühle | Marl        | Nordrhein-Westfalen | Deutschland |
| ZOS  | SCJO | Flughafen Osorno        | Osorno      | Región de los Lagos | Chile       |

## ZP
| IATA | ICAO | Flughafen                                             | Ort          | Region                 | Land        |
| ---- | ---- | ----------------------------------------------------- | ------------ | ---------------------- | ----------- |
| ZPB  | CZPB | Flughafen Sachigo Lake                                | Sachigo Lake | Nordwest-Territorien   | Kanada      |
| ZPC  | SCPC | Flughafen Pucón                                       | Pucón        | Región de la Araucanía | Chile       |
| ZPE  | EDWO | Flughafen Osnabrück                                   | Osnabrück    | Niedersachsen          | Deutschland |
| ZPH  | KZPH | Flughafen Zephyrhills (Zephyrhills Municipal Airport) | Zephyrhills  | Florida                | USA         |
| ZPO  | CZPO | Flughafen Pinehouse Lake                              | Pinehouse    | Saskatchewan           | Kanada      |
| ZPQ  | ETHE | Heeresflugplatz Rheine-Bentlage                       | Rheine       | Nordrhein-Westfalen    | Deutschland |
| ZPY  |      | Siegburg/Bonn (Bahnhof)                               | Siegburg     | Nordrhein-Westfalen    | Deutschland |

## ZQ
| IATA | ICAO | Flughafen                     | Ort             | Region           | Land                |
| ---- | ---- | ----------------------------- | --------------- | ---------------- | ------------------- |
| ZQN  | NZQN | Flughafen Queenstown          | Queenstown      | Otago            | Neuseeland          |
| ZQS  | –    | Queen Charlotte Seaplane Base | Queen Charlotte | British Columbia | Kanada              |
| ZQW  | EDRZ | Flugplatz Zweibrücken         | Zweibrücken     | Rheinland-Pfalz  | Deutschland         |
| ZQZ  | ZBZJ | Flughafen Zhangjiakou         | Zhangjiakou     | Hebei            | Volksrepublik China |

## ZR
| IATA | ICAO | Flughafen                                | Ort               | Region               | Land         |
| ---- | ---- | ---------------------------------------- | ----------------- | -------------------- | ------------ |
| ZRA  |      | Bahnstation des Flughafens Atlantic City | Atlantic City     | New Jersey           | USA          |
| ZRB  |      | Frankfurt (Main) Hauptbahnhof            | Frankfurt am Main | Hessen               | Deutschland  |
| ZRE  |      | Flughafen Rethymno                       | Rethymno          | Kreta                | Griechenland |
| ZRF  |      | Flughafen Rockford                       | Rockford          | Illinois             | USA          |
| ZRH  | LSZH | Flughafen Zürich                         | Zürich            | Kanton Zürich        | Schweiz      |
| ZRI  | WABO | Flughafen Serui                          | Serui             | Papua                | Indonesien   |
| ZRJ  | CZRJ | Flughafen Round Lake                     | Round Lake        | Ontario              | Kanada       |
| ZRM  | WAJI | Flughafen Sarmi                          | Sarmi             | Westneuguinea        | Indonesien   |
| ZRR  |      | Flughafen Arctic Red River               | Tsiigehtchic      | Nordwest-Territorien | Kanada       |

## ZS
| IATA | ICAO | Flughafen                                                             | Ort           | Region           | Land          |
| ---- | ---- | --------------------------------------------------------------------- | ------------- | ---------------- | ------------- |
| ZSA  | MYSM | Flughafen San Salvador (Cockburn Town)                                | San Salvador  |                  | Bahamas       |
| ZSE  | FMEP | Flughafen Saint-Pierre (Réunion)                                      | Saint-Pierre  | Réunion          | Frankreich    |
| ZSJ  | CZSJ | Flughafen Sandy Lake                                                  | Sandy Lake    | Ontario          | Kanada        |
| ZSP  |      | Flughafen Saint Paul (Alberta)                                        | Saint Paul    | Alberta          | Kanada        |
| ZSS  | DISS | Flugplatz Sassandra                                                   | Sassandra     | Bas-Sassandra    | Côte d’Ivoire |
| ZST  | CZST | Flughafen Stewart (British Columbia) (Stewart Airport)                | Stewart       | British Columbia | Kanada        |
| ZSW  |      | Wasserflughafen Prince Rupert (Seal Cove) (Seal Cove Water Aerodrome) | Prince Rupert | British Columbia | Kanada        |
| ZSZ  |      | Flughafen Spiez                                                       | Spiez         | Kanton Bern      | Schweiz       |

## ZT
| IATA | ICAO | Flughafen                            | Ort               | Region           | Land                   |
| ---- | ---- | ------------------------------------ | ----------------- | ---------------- | ---------------------- |
| ZTA  | NTGY | Flughafen Tureia                     | Tureia            | Tuamotu-Archipel | Französisch-Polynesien |
| ZTB  |      | Flughafen Tête-à-la-Baleine          | Tête-à-la-Baleine | Québec           | Kanada                 |
| ZTH  | LGZA | Flughafen Zakynthos                  | Zakynthos         | Ionische Inseln  | Griechenland           |
| ZTJ  | LSMI | Flugplatz Interlaken                 | Interlaken        | Kanton Bern      | Schweiz                |
| ZTL  |      | Flughafen Telluride                  | Telluride         | Colorado         | USA                    |
| ZTM  | CZTM | Flugplatz Shamattawa                 | Shamattawa        | Manitoba         | Kanada                 |
| ZTR  |      | Flughafen Schytomyr                  | Schytomyr         | Schytomyr        | Ukraine                |
| ZTS  |      | Wasserflughafen Tahsis               | Tahsis            | British Columbia | Kanada                 |
| ZTZ  | EDCJ | Regionalflugplatz Chemnitz-Jahnsdorf | Chemnitz          | Sachsen          | Deutschland            |

## ZU
| IATA | ICAO | Flughafen                                   | Ort                      | Region                   | Land          |
| ---- | ---- | ------------------------------------------- | ------------------------ | ------------------------ | ------------- |
| ZUC  | CZUC | Flughafen Ignace (Ignace Municipal Airport) | Ignace                   | Ontario                  | Kanada        |
| ZUD  | SCAC | Flughafen Ancud                             | Ancud                    | Región de los Lagos      | Chile         |
| ZUE  | CZUE | Flughafen Cape Parry                        | Cape Parry               | Nordwest-Territorien     | Kanada        |
| ZUH  |      | Flughafen Zhuhai                            | Zhuhai                   | Guangdong                | VR China      |
| ZUL  | OEZL | Flughafen Zilfi                             | Zilfi                    | Provinz Riad             | Saudi-Arabien |
| ZUM  | CZUM | Flughafen Churchill Falls                   | Churchill Falls          | Neufundland und Labrador | Kanada        |
| ZUN  | KZUN | Flughafen Zuni Pueblo (Black Rock Airport)  | Zuni Pueblo (Black Rock) | New Mexico               | USA           |

## ZV
| IATA | ICAO | Flughafen             | Ort         | Region              | Land       |
| ---- | ---- | --------------------- | ----------- | ------------------- | ---------- |
| ZVA  | FMMN | Flughafen Miandrivazo | Miandrivazo |                     | Madagaskar |
| ZVG  |      | Flughafen Springvale  | Springvale  | Western Australia   | Australien |
| ZVK  | VLSK | Flughafen Savannakhet | Savannakhet | Provinz Savannakhet | Laos       |

## ZW
| IATA | ICAO | Flughafen                | Ort            | Region       | Land       |
| ---- | ---- | ------------------------ | -------------- | ------------ | ---------- |
| ZWA  | FMND | Flughafen Andapa         | Andapa         | Antsiranana  | Madagaskar |
| ZWL  | CZWL | Flughafen Wollaston Lake | Wollaston Lake | Saskatchewan | Kanada     |

## ZX
| IATA | ICAO | Flughafen            | Ort        | Region        | Land                    |
| ---- | ---- | -------------------- | ---------- | ------------- | ----------------------- |
| ZXA  | LERT | Flughafen Rota       | Rota       | Andalusien    | Spanien                 |
| ZXD  | MDSI | Flughafen San Isidro | San Isidro | Santo Domingo | Dominikanische Republik |

## ZY
| IATA | ICAO | Flughafen        | Ort    | Region | Land        |
| ---- | ---- | ---------------- | ------ | ------ | ----------- |
| ZYL  | VGSY | Flughafen Sylhet | Sylhet | Sylhet | Bangladesch |

## ZZ
| IATA | ICAO | Flughafen                    | Ort        | Region             | Land     |
| ---- | ---- | ---------------------------- | ---------- | ------------------ | -------- |
| ZZO  | UHSO | Flugplatz Sonalnoje          | Sonalnoje  | Tymowski, Sachalin | Russland |
| ZZU  | FWUU | Flughafen Mzuzu              | Mzuzu      | Northern           | Malawi   |
| ZZV  | KZZV | Zanesville Municipal Airport | Zanesville | Ohio               | USA      |